# خاویر سولانا

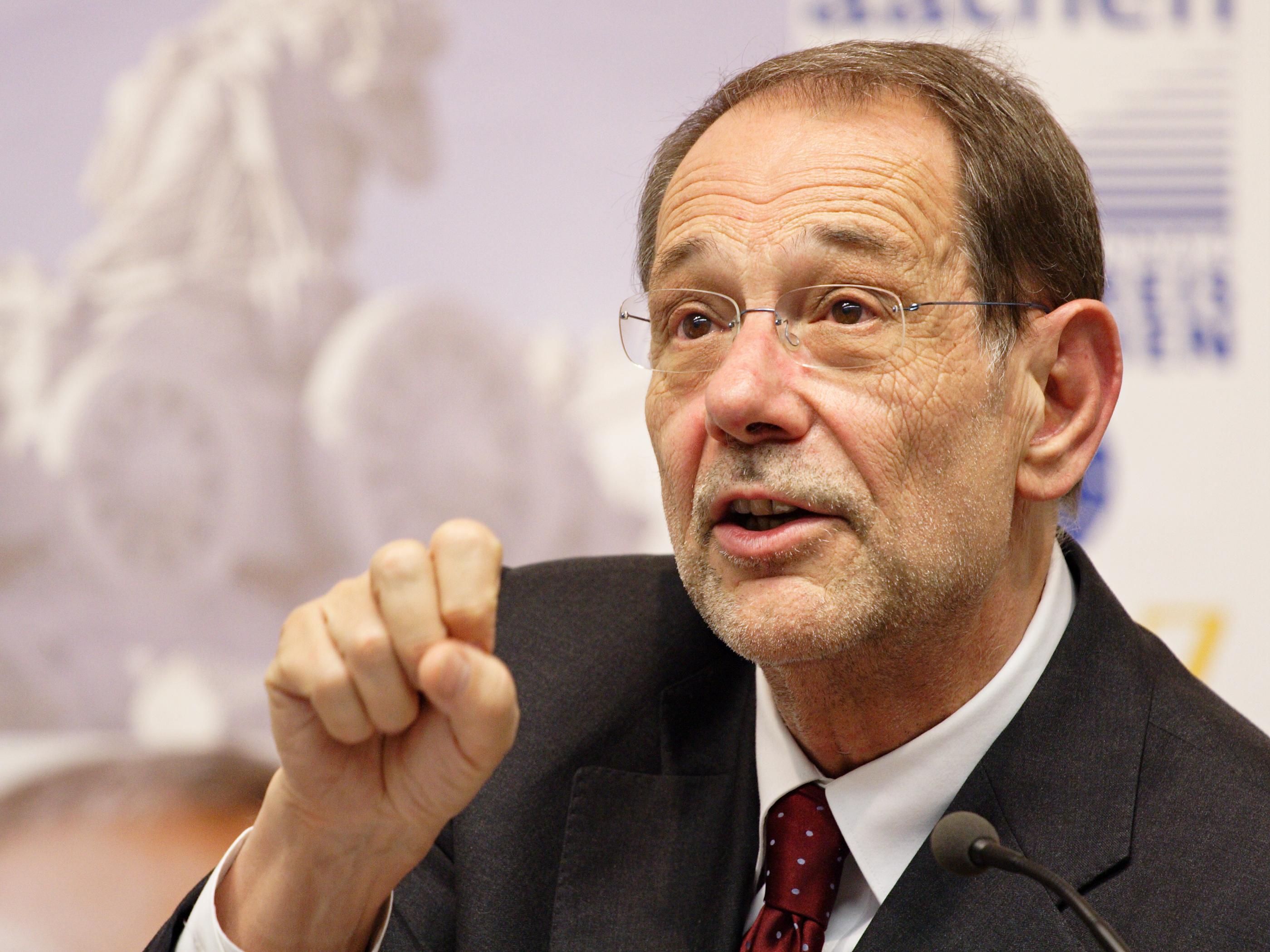
خاویر سولانا

خاویر سولانا (اسپانیایی: Javier Solana‎؛ زاده ۱۴ ژوئیهٔ ۱۹۴۲ در مادرید)؛ نماینده عالی سابق سیاست امنیتی و خارجی مشترک اتحادیه اروپا، دبیرکل شورای اتحادیه اروپا و شورای اتحادیه اروپای غربی است. وی فیزیکدانی است که ۱۳ سال به عنوان سیاستمدار در مقام وزیر دولت حزب کارگران سوسیالیست اسپانیا به نخست‌وزیری فیلیپ گونزالز کار می‌کرد و پس از آن از سال ۱۹۹۴ تا ۱۹۹۹ دبیرکل ناتو بود. بمباران یوگسلاوی توسط ناتو در خلال جنگ کوزوو از اتفاقات مهم در دوران تصدی وی بر این سمت بود.

## رابطه با ایران
سولانا به عنوان نماینده اصلی اتحادیه اروپا، مسئول مذاکرات با ایران در گروه ۵+۱ بر سر مسئله هسته‌ای ایران بود. وی تأکید داشت که حق ایران برای استفاده از فناوری صلح‌آمیز هسته‌ای را به رسمیت می‌شناسد، نمی‌خواهد جلوی ایران را بگیرد و علی لاریجانی، مسئول سابق مذاکرات هسته‌ای و رئیس سابق مجلس، را دوست خود می‌داند. در مناظره تلویزیونی که در جریان انتخابات ریاست جمهوری یازدهم در ایران از رسانه ملی پخش گردید، علی اکبر ولایتی یکی از هشت نامزد ریاست جمهوری در رابطه با مذاکرات لاریجانی و سولانا، گفت: «آقای لاریجانی در حال رسیدن به توافق با آقای سولانا بود که خبر رسید شخصی در نماز جمعه روز قدس گفته که ایران هیچ مذاکره‌ای با اروپا ندارد و این چنین شد که مذاکرات ناکام ماند و لاریجانی به کشور بازگشت» پس از این ماجرا، علی لاریجانی از سمت دبیر شورای عالی امنیت ملی استعفا کرد و سعید جلیلی جانشین وی شد. 